# Bedfordshire (circonscription du Parlement européen)
Bedfordshire était une circonscription du Parlement européen située au Royaume-Uni, élisant un membre du Parlement européen selon le système électoral système uninominal majoritaire à un tour. Créé en 1979 pour les premières élections au Parlement européen, il a été aboli en 1984 et remplacé par Cambridge and Bedfordshire North et Bedfordshire South.

## Limites
Lors de sa création en 1979, il se composait des circonscriptions parlementaires de Bedford, Mid Bedfordshire, South Bedfordshire, Hemel Hempstead, Hitchin, Luton East et Luton West.
Lorsqu'il a été aboli en 1984, les sièges subséquents étaient basés sur les circonscriptions parlementaires créées par les modifications des limites de 1983. La zone couverte par les nouvelles circonscriptions parlementaires du Mid Bedfordshire et North Bedfordshire est devenue une partie de la circonscription de Cambridge and Bedfordshire North, tandis que les nouvelles circonscriptions du South West Bedfordshire, Stevenage, West Hertfordshire, Luton North ont été transférées au Bedfordshire South.

## Membre du Parlement européen
| Élection | Élection | Membre                                                                              | Parti                                                                               |                                                                                     |
| -------- | -------- | ----------------------------------------------------------------------------------- | ----------------------------------------------------------------------------------- | ----------------------------------------------------------------------------------- |
|          | 1979     | Peter Beazley                                                                       | Travailliste                                                                        |                                                                                     |
| 1984     | 1984     | circonscription abolie, voir Cambridge and Bedfordshire North et Bedfordshire South | circonscription abolie, voir Cambridge and Bedfordshire North et Bedfordshire South | circonscription abolie, voir Cambridge and Bedfordshire North et Bedfordshire South |

## Résultats des élections
Les candidats élus sont indiqués en gras.
| Parti         | Parti                                  | Candidat             | Voix    | %    | ± |
| ------------- | -------------------------------------- | -------------------- | ------- | ---- | - |
|               | Conservateur                           | Peter George Beazley | 102,054 | 58,8 | ' |
|               | Travailliste                           | M N Elliott          | 48,454  | 27,9 |   |
|               | Liberal                                | P D Roberts          | 21,943  | 12,6 |   |
|               | Independent Centre-Right               | T H Shrive           | 1,198   | 0,7  |   |
| Majorité      | Majorité                               | Majorité             | 53,600  | 30,9 |   |
| Participation | Participation                          | Participation        | 515,236 | 33,7 |   |
|               | Conservateur vainqueur (nouveau siège) |                      |         |      |   |